# District de Balmazújváros
Le district de Balmazújváros (en hongrois : Balmazújvárosi járás) est un des 10 districts du comitat de Hajdú-Bihar en Hongrie. Créé en 2013, il compte 30 488 habitants et rassemble 5 localités : 3 communes et 2 villes dont Balmazújváros, son chef-lieu.
Une entité éponyme existait déjà entre 1876 et 1901 mais son chef-lieu était Debrecen.

## Localités
- Balmazújváros
- Egyek
- Hortobágy
- Tiszacsege
- Csér
- Újszentmargita